# محسن الشهيبي
محسن الشهيبي ولد في 28 يناير 1978 في تطوان هو عداء مغربي متخصص في سباق 800 متر .أفضل توقيت شخصي للعداء هو 1:44.16 دقيقة أنجزه في يوليوز 2006 في أثينا.

## منافسات دولية
| العام | المسابقة                   | المكان           | المركز | ملاحظة  |
| ----- | -------------------------- | ---------------- | ------ | ------- |
| 2000  | بطولة أفريقيا لألعاب القوى | الجزائر, الجزائر | 3rd    | 800 متر |
| 2001  | Universiade                | بكين, الصين      | 6th    | 800 متر |
| 2001  | الألعاب الفرانكوفونية      | أوتاوا، كندا     | 2nd    | 800 متر |
| 2002  | بطولة أفريقيا لألعاب القوى | رادس, تونس       | 4th    | 800 متر |
| 2004  | الألعاب الأولمبية          | أثينا, اليونان   | 4th    | 800 متر |

## روابط خارجية
- محسن الشهيبي على موقع الاتحاد الدولي لألعاب القوى (الإنجليزية)
- محسن الشهيبي على موقع أوليمبيديا (الإنجليزية)